# Елеонора фон Золмс-Хоензолмс-Лих
Елеонора Ернестина Мария фон Золмс-Хоензолмс-Лих (на немски: Eleonore Ernestine Marie zu Solms-Hohensolms-Lich; * 17 септември 1871, Лих; † 16 ноември 1937 при Щеене до Остенде) е принцеса от Золмс-Хоензолмс-Лих и чрез женитба последната велика херцогиня на Хесен и при Рейн (1905 – 1918).

## Живот
Тя е втората дъщеря на княз Херман фон Золмс-Хоензолмс-Лих (1838 – 1899) и съпругата му графиня Агнес фон Щолберг-Вернигероде (1842 – 1904), дъщеря на граф Вилхелм фон Щолберг-Вернигероде.
Елеонора се омъжва на 2 февруари 1905 г. в Дармщат за разведения велик херцог Ернст Лудвиг фон Хесен-Дармщат (1868 – 1937), след развода му през 1901 г. с първата му съпруга Виктория-Мелита Единбургска. Тя е втората му съпруга.
През Първата световна война Елеонора е регентка, когато нейният съпруг е на фронта.
Елеонора умира на 66 години при самолетна катастрофа заедно със сина си Георг Донатус, съпругата му Сесилия и внуците си Лудвиг и Александер на 16 ноември 1937 г. при Остенде. Фамилията е на път от Франкфурт на Майн за Лондон за сватбата на нейния втори син Лудвиг. На 23 ноември петте катастрофирали са погребани заедно с умрелия на 9 октомври 1937 г. Ернст Лудвиг в парк Розенхьое в Дармщат.

## Деца
Елеонора и Ернст Лудвиг имат децата:
- Георг Донатус Вилхелм Николаус Едуард Хайнрих Карл фон Хесен-Дармщат (* 8 ноември 1906; † 16 ноември 1937), женен на 2 февруари 1931 г. в Дармщат за принцеса Сесилия Гръцка (1911 – 1937), сестра на Филип, херцог на Единбург, дъщеря на Алис Батенберг и принц Андрей Гръцки и Датски, син на гръцкия крал Георгиос I
- Лудвиг Херман Александър Хлодвиг фон Хесен-Дармщат (* 20 ноември 1908; † 30 май 1968), женен 1937 г. в Лондон за Хон. Маргарет Кампбел Гедес (1913 – 1997)